# Teresa Ciszkiewiczowa
Teresa Ciszkiewiczowa, född 1848, död 1921, var en polsk feminist. 
Hon var en av grundarna av Liga Kobiet Polskich 1913.  